# بيوجن آيدك
شركة بيوجن آيدك  هي شركة أمريكية تعمل في التقانة الحيوية متخصصة في أدوية اضطرابات الأمراض العصبية و اضطرابات المناعة الذاتية والسرطان. وقد أُنشئت الشركة في عام 2003 من خلال اندماج شركة بيوجن الكائنة في كامبريدج، ماساتشوستس مع آيدك (IDEC) للأدوية الكائنة في سان دييغو، كاليفورنيا-(تأسست عام 1986 من خلال رائدي التقانة الحيويةايفور رويستن (Ivor Royston) وهوارد بيرندورف(Howard Birndorf) ). وقد أُنشئت بيوجن، إحدى أقدم شركات التكنولوجيا البيولوجية، في عام 1978 في جنيف من قبل عدة اختصاصيين في التكنولوجيا البيولوجية، ومن بين هؤلاء الاختصاصيين فيليب شارب (Phillip Sharp) من معهد ماساتشوستس للتقنية ووالتر جيلبرت (Walter Gilbert) من هارفارد (عمل كمدير تنفيذي خلال مرحلة بداية التشغيل) وتشارلز ويسمان (Charles Weissmann) جامعة زيورخ (الذي قدم أول منتج إنترفيرون ألفا).
تتكون أسهم بيوجن آيدك من العديد من مؤشرات البورصة مثل S&P 500, S&P 1500, و ناسداك-100.

## المنتجات
تتضمن منتجات بيوجن آيدك من الأدوية المعالجة لتصلب الأنسجة المتعدد (MS) أفونكس (أنترفيرون بيتا - 1 ألفا) وتيسابري (ناتاليزوماب)؛ وقد اعتمد الأخير لمعالجة داء كروهن ويُسوق بالاشتراك مع إلان. وتعمل بيوجن آيدك أيضًا على تصنيع ريتوكسان (ريتوكسيماب) الذي يُعالج لِمْفُومة لَاهودجكينيَّة وهو أيضًا معتمد لعلاج التهاب المفاصل الرثيي؛ وريتوكسان يسوق بالاشتراك مع جينينتك. وقد حصلت الشركة على الفوماديرم (أسترات حمض الفورمايك)، لمعالجة داء الصدفة (مرخص في ألمانيا) عندما حصلت الشركة على ايه جي فومافارم في عام 2006. في ديسمبر 2007، باعت بيوجن آيدك حقوقها في الولايات المتحدة في زيفالن (إبريتمومب تيوكسيتان) (ibritumomab tiuxetan)، وهو علاج آخر للِمْفُومة لَاهودجكينيَّة، إلى سل سيرابيوتكس (Cell Therapeutics) لكنها ظلت تُنتجه لشريك الأسواق الأوروبية باير شيرنج فارما (Bayer Schering Pharma). في عام 2006، باعت الشركة حقوقها في أميفيف (ألفاسبت) علاجًا آخر لداء الصدفة، إلى آستلس فارما، واستمرت في تصنيع الدواء بموجب عقد.
ولا يزال الدواء التجريبي للشركة BG-12 (ثنائي ميثيل الفومارات) في مرحلة متأخرة من التجارب الإكلينيكية. وقد خُصص BG-12 لمعالجة الشكل الهاجع الناكس للتصلب اللويحي. عندما يُعطى BG-12 مرتين في اليوم، يعمل على خفض معدل الانتكاس بمقدار 44 في المائة على مدار عامين مقارنة بعلاج الغُفل. وعندما أُعطي ثلاث مرات في اليوم، يخفض الانتكاس بمعدل 51 في المائة. ومن الممكن أن يُصبح BG-12 علاجًا عالميًا رائدًا للتصلب اللوحي إذا اعتُمد.

## مواقع التشغيل
يقع المقر الرئيسي لشركة بيوجن آيدك في ويستون، ماساتشوستس ويقوم على تشغيل الشركات التابعة للبحث والتطوير في كامبريدج، ماساتشوستس. تعمل بيوجن آيدك على تشغيل شركات التصنيع التابعة لها في ميدان كيندل وفي منظمة ترنجل للأبحاث، كارولينا الشمالية. وقد أقامت الشركة أيضًا مصنعًا للتصنيع على نطاق واسع في هليرود(Hillerød) والدنمارك.
وتحتفظ شركة بيوجن آيدك بمقر دولي رئيسي لها في زوج، سويسرا، وتعمل على تشغيل مركز دولي للتميز التنظيمي والطبي في مدينة ميدنهيد، المملكة المتحدة. تمتلك شركة بيوجن آيدك شركات تجارية مباشرة تابعة لها في كل من ألمانيا وفرنسا وإسبانيا/البرتغال والمملكة المتحدة/أيرلندا و وبنلوكس والسويد والدنمارك والنرويج وفنلندا والنمسا وكندا واليابان والصين والهند وأستراليا. وتقوم شركة بيوجن آيدك في إيطاليا وفي سويسرا بتسويق منتجاتها من خلال شركتين مشتركتين مع شركة إيطالية خاصة تسمى دومب بيوتك.

## المنافسون
من بين المنافسين الرئيسيين لشركة بيوجن آيدك تيفا وسانوفي أفينتس وسيرونو ونوفآرتس وشركة باير شيرنج فارما.
اعتبارا من 2004وتحصل شركة بيوجن آيدك على معظم دخولها من مبيعات دواء التصلب اللوحي أفونكس ومن عوائد الشراكة في ريتوكسام من شركة جينينتك التي تقوم بتسويق ريتوكسان في الولايات المتحدة الأمريكية. وأسواق روشي ريتوكسان خارج الولايات المتحدة الأمريكية باسم مابثيرا.

## الإدارة
تُدار شركة بيوجن آيدك بشكل يومي من خلال مجموعة تنفيذية تتكون من تسعة مسؤولين. وكما جرت العادة بالنسبة لأي شركة تجارية عامة، تتم إدارة شركة بيوجن آيدك (BIIB) من قبل مجلس إدارة يقوم بالتصويت على القرارات المهمة للشركة. ويحتل كل من الرئيس التنفيذي والمدير التنفيذي منصبًا في مجلس الإدارة. والمديرون هم بروس آر روس (Bruce R. Ross) (رئيس الشركة)، ودكتور جورج ايه سكانجوس (George A. Scangos) (المدير التنفيذي) والحاصل على الدكتوراه ولورانس سي بست (Lawrence C. Best) و مارجن إي ديكرز (Marijn E. Dekkers) وآلان بي جلاسبيرج (Alan B. Glassberg) وتوماس إف كيلر (Thomas F. Keller) ونانسي إل ليمنج (Nancy L. Leaming) وروبرت دبليو بانجيا (Robert W. Pangia) وسيسل بيكت (Cecil Pickett) ولين شينك (Lynn Schenk) وفيليب ايه شارب (Phillip A. Sharp) و (William D. Young).
شن المستثمر كارل إكاهن (Carl Icahn) معركة بالوكالة لبحث طلب انتخاب ثلاثة من مرشحيه لمجلس الإدارة في الاجتماع السنوي لحاملي الأسهم في 19 يونيو 2008. وقد كان مرشحو إكاهن ألكساندر جيه دينر (Alexander J. Denner) وآن بي يونغ (Anne B. Young) وريتشارد سي مليجان (Richard C. Mulligan) قد عملوا في مجلس إدارة إمكلون سيستمز حيث كان إكاهن يتولى إدارة هذه الشركة. ولكن لم يتم اختيار أي من مرشحيه.

## سحب ناتاليزوماب
في 28 فبراير 2005، قامت شركة بيوجن آيدك وشريك التسويق إيلان للصناعات الدوائية طواعية بإيقاف تسويق ناتاليزومابوإيقاف المعالجة به في جميع التجارب السريرية القائمة. وقد تمت الموافقة على ناتاليزوماب في الولايات المتحدة الأمريكية في نوفمبر 2004 لعلاج المرضى الذين يعانون من الهاجع الناكس للتصلب اللويحي.
وقد أعلنت الشركتان هذا الإيقاف بعد أن تم تشخيص حالتين من المشاركين في إحدى الدراسات بأن لديهما حالة دماغية شديدة، اعْتِلالُ بَيضاءِ الدِّماغِ العَديدُ البَؤَرِ المُتَرَقِّي (PML)، بعد عامين من العلاج بالتركيبة بإصدار بيوجن لإنترفيرون بيتا-1-ألفا وقد توفيت إحدى هاتين الحالتين. ثم بعد ذلك تم تقييم المريض الآخر الذي توفي في وقت سابق في تجربة سريرية منفصلة لناتاليزوماب على المرضى الذين يعانون من داء كرونز بأنه يعاني من اعْتِلالُ بَيضاءِ الدِّماغِ العَديدُ البَؤَرِ المُتَرَقِّي. وفي المجمل تم التعرف على الإصابة باعْتِلالُ بَيضاءِ الدِّماغِ العَديدُ البَؤَرِ المُتَرَقِّي في ثلاث حالات كانت اثنتان منهما خطيرتين.
في 8/2008، أعلنت الشركة عن وجود حالتي اعْتِلالُ بَيضاءِ الدِّماغِ العَديدُ البَؤَرِ المُتَرَقِّي في أوروبا.
وقد خسر مخزون بيوجن آيدك أكثر من 40% من قيمته عندما انتشرت أخبار إيقاف الدواء في 28 فبراير 2005.

## تأسيس شركة بيوجن آيدك
تأسست في عام 2008، وكانت رسالة تأسيس بيوجن آيدك هي تحسين جودة حياة الناس والمساهمة في حيوية المجتمعات التي تعمل فيها بيوجن آيدك مع التركيز بشكل خاص على الأساليب المبتكرة لتعزيز الآداب العلمية ولتشجيع الشباب على الحصول على المناصب العلمية.

## وصلات خارجية
- Biogen IDEC - Home نسخة محفوظة 6 يوليو 2007 على موقع واي باك مشين.
- Yahoo! - Biogen Idec Inc. Company Profile
- Google Finance - Biogen Idec Inc. Company Profile
- Xconomy | Boston - San Diego site closure
- Biogen Idec Foundation